# 怪物 (2023年電影)
《怪物》（日语：／ Kaibutsu）是2023年日本一部劇情片。這部電影由是枝裕和執導並由坂元裕二擔任編劇， 安藤櫻、永山瑛太、黑川想矢和柊木陽太為該片主演。 故事從麦野早織察覺到兒子麦野湊令人不安的變化後與其老師保利道敏對質而展開。
該電影是導演是枝裕和自1995年拍攝《幻之光》後首次執導非其原創劇本的電影。同時這部電影也是坂本龍一最後一部擔任配樂的電影，他在電影上映前兩個月辭世；因此片方也在電影中向他致以紀念。
《怪物》於2023年5月17日在法國戛納第76屆戛納電影節上全球首映。該片入圍金棕櫚獎並最終獲得最佳劇本獎和酷兒金棕櫚。。安藤櫻因為在該片的演出表現贏得第47屆日本電影學院獎的最佳女主角獎。

## 劇情簡介
麥野早織（安藤櫻飾）是一名單親母親，她獨自撫養著一個就讀於小學五年級的兒子麥野湊（黑川想矢飾）。麥野湊忽然表現出一些奇怪的異樣，例如：他剪自己的頭髮；只穿一只鞋子回家等。某日晚上，麥野湊並未在放學後回家，麥野早織四處打電話尋找並最後在一個廢棄的鐵路涵洞找到了湊。早織開始懷疑是湊的老師保利道敏（永山瑛太飾）虐待他，於是她趕到學校與保利對質。早織尋求學校解釋的過程並不順利，她一直遭受到學校職員們的冷漠對待，但最後還是迫使保利對其道歉。但是在保利與早織的私下接觸中，保利暗示早織其實是湊在霸凌同班同學星川依里（柊木陽太飾）。早織於是前往星川家求證，儘管早織覺得依里的表現有些奇怪，但她還是能感受到他對湊的喜歡和關心。保利最後在輿論下辭職，可又在幾日後回到學校；湊為了躲避他而故意從樓梯上摔了下來。後來在颱風天中，保利趕到麥野家，可早織發現湊失蹤了。
影片此時以保利道敏的視角閃回到劇情開始時。保利注意到麥野湊的一些破壞性行為，例如他將其他學生的物品丟棄在教室周圍，以及將星川依里鎖在學校廁所的隔間裡。為此保利拜訪了星川依里的家，而他發現依里的父親星川清高（中村獅童飾）是一個酗酒者。而當麥野早織前往學校質詢保利時，學校的職員迫使保利將處置權交給他們以維護學校的聲譽，並在最後強迫保利辭職。而在保利遭受媒體記者的騷擾和女朋友的離開後，他重新回到學校並試圖尋找麥野湊對質。但麥野湊卻選擇故意從樓梯摔下來躲避他，這讓心灰意冷的保利道敏走上教學樓頂層並企圖自殺。颱風天，保利道敏在星川依里以前上交的作文作業中拼出了麥野湊的名字，這讓他意識到兩個男孩之間那微妙的曖昧。察覺到這一點後，保利趕往麥野家想向他道歉並向他保證他沒有任何問題。但是早織卻告訴保利，湊失蹤了。於是兩人趕往湊曾經晚歸被發現的廢棄鐵路涵洞，他們在那發現了一節幾乎被泥石流所掩埋的火車車廂。可是當兩人打開車廂的窗戶後，卻只發現了湊的雨披。
最後的閃回鏡頭以麥野湊的視角展開。麥野湊看見同班同學星川依里經常因為他的不合群和看似女性化的舉動而遭受其他男孩的嘲笑。而某天在兩人整理教室的時候，星川依里觸碰了麥野湊的頭髮，這導致湊回家後就剪掉了自己的頭髮。但是兩個男孩的關係卻慢慢變得親密起來，湊開始保護依里以免他被其他孩子霸凌，但這一切卻班主任老師保利道敏誤以為是湊在霸凌依里。而伴隨兩人的關係變得曖昧，依里也開始感到困擾；因為他對湊的感情變得微妙，並且同時他自覺自己並非是父親所期待的兒子模樣。某天夜裡，湊去星川家裡的時候，依里的父親星川清高讓依里表示他“已經治好了”。但就在湊轉身離開的時候，依里跑出來向湊道歉並告訴他自己撒謊了；而這讓依里的父親暴怒不已。颱風天，湊趕到星川家，他發現依里被他父親遺棄。他將全身浸沒在浴缸裡的依里拉了出來，並帶著他逃到兩人的秘密基地——那節被廢棄的火車車廂。風雨過後，兩人從車底爬了出來並穿過一條涵洞，他們懷疑自己已經重生並在陽光明媚的草地上奔跑追逐起來……

## 主要演員
| 角色名         | 演員名   | 角色簡介                         |
| -------------- | -------- | -------------------------------- |
| 麥野早織       | 安藤櫻   | 單親母親。                       |
| 保利道敏       | 永山瑛太 | 麥野湊與星川依里的班主任。       |
| 麥野湊         | 黑川想矢 | 麥野早織的兒子。小學五年級生。   |
| 麥野湊（童年） | 黑川晏慈 | 不適用                           |
| 星川依里       | 柊木陽太 | 麥野湊的同班同學。小學五年級生。 |
| 平川           | 黑田大輔 | 小學校的年級主任。               |
| 神崎           | 森岡龍   | 麥野湊在小學二年級時的班主任。   |
| 八島萬里子     | 北浦愛   | 老師。保利道敏的同事。           |
| 浦田大翔       | 小林空葉 | 麥野湊與星川依里的同班同學。     |
| 廣橋岳         | 柳下晃河 | 麥野湊與星川依里的同班同學。     |
| 濱口悠生       | 金光泰市 | 麥野湊與星川依里的同班同學。     |
| 木田美青       | 飯田晴音 | 麥野湊與星川依里的同班同學。     |
| 和緒小姐       | Pee      | 女裝藝人。                       |
| 廣橋里美       | 野呂佳代 | 廣橋岳的母親。                   |
| 伏見真木子丈夫 | 中村施允 | 伏見真木子的丈夫。現正服刑中。   |
| 鈴村廣奈       | 高畑充希 | 保利道敏的女朋友。               |
| 正田文昭       | 角田晃廣 | 麥野湊與星川依里學校的教務主任。 |
| 星川清高       | 中村獅童 | 單親爸爸。星川依里的父親。       |
| 伏見真木子     | 田中裕子 | 麥野湊與星川依里學校的校長。     |

## 製作過程

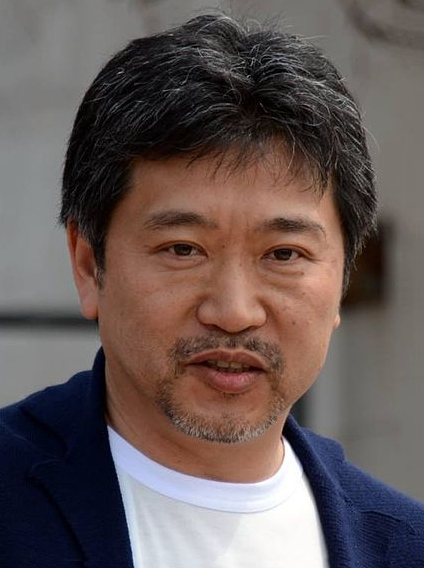
是枝裕和導演（攝於2015年）

對於是枝裕和導演來說，《怪物》是他繼《小偷家族》於2018年在國際上大獲成功後的第一部日語電影，《小偷家族》為其拿下了第71屆戛納電影節的“金棕櫚獎”，同時還獲得了第91屆奧斯卡金像獎“最佳國際影片”的提名。其後，他拍攝了兩部非日語電影長片：2019年上映的《真實》和2022年上映的《掮客》。是枝裕和首次公開《怪物》電影的相關資訊是在2022年11月，此時電影已經完成拍攝並進入後期製作環節。這部電影也是是枝裕和自1995年電影處女作《幻之光》首次不負責電影劇本的創作，而改由已在電視劇領域獲得成功的坂元裕二撰寫劇本。是枝裕和說坂元裕二是他一直想合作的編劇，但他在最初的時候放棄了這個想法。他還表示他與坂元裕二本有一種親密感，因為他們對相同的主題有著共同的興趣。他形容自己“對他以如此有趣的方式發展一個主題的能力感到既羨慕又敬畏”。坂元裕二形容是枝裕和是“世界上最好的編劇”，並回憶起兩人就讀同一所學校並偶爾擦肩時對他的敬意。
安藤櫻、永山瑛太與兩名兒童演員黑川想矢、柊木陽太共同擔任這部電影的主演。 安藤櫻曾與是枝裕和合作過電影《小偷家族》，而兩名兒童演員黑川想矢和柊木陽太則是通過反復試鏡才被確定的。是枝裕和表揚了黑川與柊木在鏡頭前的化學反應，說兩人的面部表情及性格在前後有明顯變化。
多產電影製片人、暢銷作家川村元氣擔任這部電影的首席製片，他同時還與是枝裕和合作了2023年在網飛播出的劇集《舞伎家的料理人》。這部電影還獲得了 東寶、GAGA、富士電視台、葵行銷及是枝裕和自有公司分福株式會社的投資。

### 劇本
《怪物》是繼《小偷家族》上映後，是枝裕和時隔五年之後再次拍攝日語電影。同時這也是他首次與編劇坂元裕二合作，並且還是是枝裕和之自其電影處女作《幻之光》後首次不擔任自己所指導電影的編劇一職。
2017年5月13日到8月6日，在早稻田大學的演劇博物館舉辦了名為“電視中的夢想——電視劇大博覽會”的企劃展。 而作為該企劃展的相關項目，坂元裕二與是枝裕和的對話於6月28日在大隈講堂舉行。 據坂元裕二表示，他當時很想在對談結束後就將劇本遞給是枝裕和。
2018年，東寶的川村元氣和山田兼司向坂元裕二表達了“合作電影”的想法。川村元氣說“如果拍攝一部每部分45分鐘並合計三部分的電影會如何？”同時據說是坂元裕二提議由是枝裕和來擔任這部電影的導演。 同年12月18日，坂元裕二給是枝裕和發去電子郵件，“我這有一個電影情節，你能讀一下麼？” 而是枝裕和本人也是坂元裕二的粉絲，每當他被問起想和誰合作擔任編劇時，是枝裕和都表示希望是坂元裕二。坂元裕二也表示過對是枝裕和的敬意，他說“他是我尊敬的人，也是我最喜歡的電影導演。我也很榮幸能以編劇身份與是枝裕和先生合作。”由於這些原因，兩人的合作終於達成。
《怪物》劇本從2019年開始創作，歷時三年才得以完成。 當是枝裕和第一次讀到劇本時，他表示“這兩個少年就仿佛《銀河鐵道之夜》中的喬凡尼和卡帕涅拉”。 坂元裕二在與是枝裕和的對談中談到“這個世界充滿了受害者的故事，但是關於加害者的故事卻越來越少，甚至可以說在描述上就越來越困難。我一直在思考，如何讓自己成為加害者，進而讓讀者感受到加害者的主體性”。 同時在接受采訪時，坂元裕二說：“在生活中，我們總是無法成為他人，因此有些事是我們看不到的。因此當我們面臨必須相互理解的時候，會發生什麼事情呢？該如何做呢？又該如何表現它的複雜性呢？所以我就寫了一個劇本。”
《怪物》劇本榮獲了第75屆讀賣文學獎最佳戲曲與劇本獎。

### 拍攝
在四位主演中，黑川想矢和柊木陽太是通過試鏡而選拔出來的。是枝裕和與坂元裕二也參與了試鏡評審工作。 當是枝裕和和黑川想矢、柊木陽太碰面時，他就和他們講了《銀河鐵道之夜》的故事並讓他們也讀一讀。
《怪物》最初的外景拍攝地被選定為東京都的西部地區。根據劇本的描述，一條大河穿過小鎮，將小鎮劃為南北兩個地區。但由於東京都政府禁止拍攝車站前起火及消防車行駛等鏡頭，劇組不得不將千葉縣和長野縣的諏訪地區列為候補外景拍攝地。但因為長野縣成立了“諏訪地區觀光聯盟諏訪圈電影委員會”並依此已經建立起完善的合作機制， 所以劇組首先前往諏訪市考察。同時是枝裕和在2012年執導電視劇《回我的家》時就在該地取景，因此他也對當地充滿了信心。“諏訪圈電影委員會”的宮坂洋介帶著是枝裕和等人參觀了於2021年3月停辦的舊諏訪市立城北小學校園。是枝裕和特別喜歡學校出入口的中庭以及從教室窗口眺望到的街道、湖泊的景色，因此他決定在諏訪市進行拍攝。 他還特別要求坂元裕二將劇本裡的“大河”修改為“湖泊”。 是枝裕和在接受媒體採訪的時候表示，“我試圖將貫穿影片的主題與湖泊的形象重疊”； 同時他還說“當他看到完全黑色的諏訪湖時，我感覺那就是另一個‘怪物’”。
電影分別於2022年3月19日至5月12日和7月23日至8月12日兩個階段在長野縣諏訪地區諏訪市、岡谷市、富士見町和下諏訪町的25個地點進行外景拍攝。當地約有700名小學生作為臨時演員參與拍攝， 同時諏訪市立城北小學也以“城北小學”的名字在片中出現。 片中出現的秘密基地——廢棄火車車廂則在富士見町舊瀨澤隧道附近佈景。
《怪物》中主要外景地如下：
- 諏訪市：諏訪市立城北小學（日语：諏訪市立城北小学校）、立石公園（日语：立石公園 (諏訪市)）、東日本旅客鐵道上諏訪站、諏訪紅十字醫院（日语：諏訪赤十字病院）、諏訪市立城南小學（日语：諏訪市立城南小学校）
- 岡谷市：釜口水門（日语：釜口水門）、童畫館大街、市營岡谷球場、伊爾夫廣場（日语：イルフプラザ）、丸山橋十字路口
- 富士見町：舊瀨澤隧道、舊立場川橋（日语：立場川橋梁）遺址
- 下諏訪町：百瀨清潔

### 配樂
是枝裕和談及邀請坂本龍一擔任電影配樂的時候表示，“當拍攝地點確定在諏訪後，劇本中所描寫的景色開始變得清晰時，我腦海中就浮現出夜晚湖面上迴蕩坂本龍一音樂的畫面。” 是枝裕和在剪輯電影的時候已經猜想該如何添加上坂本龍一的音樂並寫信請坂本龍一為電影擔任配樂。而坂本龍一則立刻答復是枝裕和，“我已經無力承擔這個任務。但（臨時剪輯的電影）非常有趣，這讓我腦海中有了一些音樂形象，我會將它們整理出來。如果你喜歡的話，請使用它們。”後來坂本龍一給是枝裕和寄來兩首音樂及一條訊息，“歡迎你們使用任何我已經發行過的音樂”。
最終公映版的《怪物》一共使用了坂本龍一的7首音樂。其中2首為新曲，其餘5首分別是1998年所發行專輯《BTTB》中的、2009年所發行專輯《out of noise》中的與，以及2023年所發行專輯《12》中的《20220207》與《20220302》。
2023年3月28日，坂本龍一辭世。 同年5月31日，在《怪物》於日本全國公映前發行了包含其作曲7首音樂的電影原聲帶《Soundtrack〈怪物〉》。

## 宣傳發行
2023年5月16日，第76屆戛納電影節在法國戛納舉行。次日，《怪物》在電影節上舉行了全球首映。而在5月18日舉行的《怪物》記者會上，是枝裕和、坂元裕二、安藤櫻、永山瑛太、黑川想矢和柊木陽太出席並回答了記者提問。有英國媒體在問及是枝裕和為何缺乏有關LGBT題材的電影作品時，是枝裕和表示“《怪物》並非一部專門針對LGBT群體的電影，而是一部關於一個小男孩內心糾葛的故事。這會不會在每個人的心中萌生？” 同日，是枝裕和告訴路透社的記者，“這些孩子可能正處於性別認同尚未定性的時候，但我不想過多地關注這一點，而且我不想將他們的關係視為一種特殊。”
同年5月27日，戛納電影節閉幕。而在大獎公佈前，《怪物》獲得了電影節針對LGBT題材電影的獨立單元獎項——“酷兒金棕櫚”。 同時它還獲得了主競賽單元的“最佳劇本獎”。 酷兒金棕櫚獎評審主席約翰·卡梅隆·米切爾評價《怪物》時說道，“這是一部由兩個無法適應世俗期望男孩所編織的美麗而機構精妙的故事，它給酷兒以及那些與社會格格不入或被世界拒絕的人們帶來巨大的慰藉，並將拯救他們的生命。” 《世界報》在提及酷兒金棕櫚也評價“《怪物》是一部情節非常樸素的電影，講述了兩個男孩之間的親密友誼發展為浪漫關係的故事。從某些方面來說，這部背景設定為2022年的電影讓人想起了由盧卡斯·東特所執導的《親密》。這是一部2022年在戛納電影節上公映的電影。”
2023年6月2日，《怪物》在日本全國公映。根據6月5日公佈的首週票房數據，《怪物》上映三日便進入日本周觀影動員人數榜前十。《怪物》上映三日總計動員觀影人數23.1萬人，票房收入3.25億日元並拿下首映日票房榜第三。 雖然電影上映正值驕傲月，但電影發行公司東寶和GAGA並未在宣傳物料中提及LGBT相關內容，同時也未針對LGBT群體進行宣傳。 而自6月30日起，東寶旗下院線TOHO影院位於日比谷、六本木和新宿的電影院開始上映英語字幕版的《怪物》。
2023年9月10日，《怪物》參加了第48屆多倫多國際電影節，並與濱口龍介執導的《邪惡根本不存在》共同角逐最高獎“觀眾獎”。

## 反響評論
| 汇总媒体   | 得分   |
| ---------- | ------ |
| Metacritic | 81/100 |

| 媒体       | 得分     |
| ---------- | -------- |
| IMDb       | 7.9/10   |
| 爛番茄     | 96%      |
| Kinenote   | 81.4/100 |
| 影行者新聞 | 4.2/5    |
| 映畫.com   | [ 46 ]   |
| 豆瓣電影   | 8.6/10   |

### 影評觀點
在評論聚合網站爛番茄上，基於130條影評人評論得出的電影新鮮度為96%，得分為8.1分（滿分10分）；同時代表普通觀眾支持的爆米花指數也高達92%。 該網站的影評人一致認為“《怪物》的同情心具有溫柔的破壞性，同時也是一部視角切換的佳作。電影直至最後都充滿驚喜。” Metacritic採用加權平均法依據34名影評人評分而給《怪物》得出81分（滿分100分）的評分，這代表這部電影獲得“普遍好評”。
《衛報》的彼得·布拉德肖在參加完《怪物》的戛納電影節首映禮後給出了4星（滿分5星）的評價，他認為“這是一部充滿偉大道德智慧和人性的電影”。 Vox的愛麗莎·威爾金森（Alissa Wilkinson）則稱讚是枝裕和在指導兒童電影表演方面擁有精湛技術。

### 獎項榮譽
| 頒獎年份 | 電影獎 / 電影節        | 被提名門類       | 被提名人         | 結果 | 備註   |
| -------- | ---------------------- | ---------------- | ---------------- | ---- | ------ |
| 2023年   | 戛納電影節             | 金棕櫚獎         | 是枝裕和         | 提名 | [ 50 ] |
| 2023年   | 戛納電影節             | 最佳劇本獎       | 坂元裕二         | 獲獎 | [ 51 ] |
| 2023年   | 戛納電影節             | 酷兒金棕櫚       | 是枝裕和         | 獲獎 | [ 52 ] |
| 2023年   | 悉尼電影節             | 最佳影片         | 不適用           | 提名 | [ 53 ] |
| 2023年   | 慕尼黑電影節           | 最佳國際電影     | 是枝裕和         | 提名 | [ 54 ] |
| 2023年   | 聖塞瓦斯蒂安國際電影節 | 塞巴斯蒂安獎     | 是枝裕和         | 提名 | [ 55 ] |
| 2023年   | 芝加哥國際電影節       | 金雨果獎         | 不適用           | 獲獎 | [ 56 ] |
| 2023年   | 亞洲太平洋電影獎       | 最佳青少年故事片 | 不適用           | 提名 | [ 57 ] |
| 2023年   | 斯德哥爾摩國際電影節   | 費比西獎         | 不適用           | 獲獎 | [ 58 ] |
| 2023年   | 英國獨立電影獎         | 最佳國際獨立電影 | 不適用           | 提名 | [ 59 ] |
| 2023年   | 印第安納電影記者協會獎 | 最佳外語片       | 不適用           | 提名 | [ 60 ] |
| 2023年   | 聖地亞哥影評人協會獎   | 最佳外語片       | 不適用           | 提名 | [ 61 ] |
| 2023年   | 日刊體育電影大獎       | 最佳影片         | 不適用           | 提名 | [ 62 ] |
| 2023年   | 日刊體育電影大獎       | 最佳導演         | 是枝裕和         | 提名 | [ 62 ] |
| 2023年   | 日刊體育電影大獎       | 最佳女演員       | 安藤櫻           | 提名 | [ 62 ] |
| 2023年   | 日刊體育電影大獎       | 最佳新人演員     | 柊木陽太         | 提名 | [ 62 ] |
| 2024年   | 西雅圖影評人協會獎     | 最佳國際電影     | 不適用           | 提名 | [ 63 ] |
| 2024年   | 西雅圖影評人協會獎     | 最佳青少年表演   | 黑川想矢         | 提名 | [ 63 ] |
| 2024年   | 藍絲帶獎               | 最佳影片         | 不適用           | 提名 | [ 64 ] |
| 2024年   | 藍絲帶獎               | 最佳導演         | 是枝裕和         | 提名 |        |
| 2024年   | 藍絲帶獎               | 最佳女配角       | 田中裕子         | 提名 |        |
| 2024年   | 藍絲帶獎               | 最佳新人演員     | 柊木陽太         | 提名 |        |
| 2024年   | 藍絲帶獎               | 最佳新人演員     | 黑川想矢         | 獲獎 | [ 65 ] |
| 2024年   | 每日電影獎             | 最佳電影         | 不適用           | 提名 | [ 66 ] |
| 2024年   | 每日電影獎             | 最佳導演         | 是枝裕和         | 提名 | [ 66 ] |
| 2024年   | 每日電影獎             | 最佳編劇         | 坂元裕二         | 提名 | [ 66 ] |
| 2024年   | 每日電影獎             | 最佳女配角       | 田中裕子         | 提名 | [ 66 ] |
| 2024年   | 每日電影獎             | 最佳新人演員     | 黑川想矢         | 提名 | [ 66 ] |
| 2024年   | 每日電影獎             | 最佳新人演員     | 柊木陽太         | 提名 | [ 66 ] |
| 2024年   | 每日電影獎             | 最佳攝影         | 近藤龍人         | 提名 | [ 66 ] |
| 2024年   | 每日電影獎             | 最佳美術指導     | 三松惠子         | 提名 | [ 66 ] |
| 2024年   | 每日電影獎             | 最佳音樂         | 坂本龍一         | 提名 | [ 66 ] |
| 2024年   | 每日電影獎             | 最佳錄音         | 富田和彥         | 提名 | [ 66 ] |
| 2024年   | 日本電影學院獎         | 最佳影片         | 不適用           | 待定 | [ 67 ] |
| 2024年   | 日本電影學院獎         | 最佳導演         | 是枝裕和         | 待定 | [ 67 ] |
| 2024年   | 日本電影學院獎         | 最佳剪輯         | 是枝裕和         | 待定 | [ 67 ] |
| 2024年   | 日本電影學院獎         | 最佳女主角       | 安藤櫻           | 待定 | [ 67 ] |
| 2024年   | 日本電影學院獎         | 最佳音樂         | 坂本龍一         | 待定 | [ 67 ] |
| 2024年   | 日本電影學院獎         | 最佳攝影         | 近藤龍人         | 待定 | [ 67 ] |
| 2024年   | 日本電影學院獎         | 最佳燈光指導     | 尾下榮治         | 待定 | [ 67 ] |
| 2024年   | 日本電影學院獎         | 最佳美術指導     | 三松惠子、徐賢先 | 待定 | [ 67 ] |
| 2024年   | 日本電影學院獎         | 最佳錄音         | 富田和彥         | 待定 | [ 67 ] |
| 2024年   | 日本電影學院獎         | 最佳新人演員     | 黑川想矢         | 獲獎 | [ 67 ] |
| 2024年   | 日本電影學院獎         | 最佳新人演員     | 柊木陽太         | 獲獎 | [ 67 ] |
| 2024年   | 亞洲電影大獎           | 最佳導演         | 是枝裕和         | 獲獎 | [ 68 ] |
| 2024年   | 亞洲電影大獎           | 最佳編劇         | 坂元裕二         | 提名 | [ 68 ] |
| 2024年   | 亞洲電影大獎           | 最佳美術指導     | 三松惠子         | 提名 | [ 68 ] |

## 周邊花絮
- 2022年10月12日，是枝裕和以外景拍攝為契機而訪問了諏訪市立城南小學（日语：諏訪市立城南小学校）並對六年級1班中致力於拍攝電影的28名兒童進行特別授課。這些孩子所拍攝的三部電影於2013年2月14日在岡谷斯卡拉戲院（日语：岡谷スカラ座）舉行了試映會。[25][69]

- 為了配合《怪物》於2023年6月2日在日本公映，諏訪圈電影委員會（諏訪圏フィルムコミッション）及時製作了電影取景地指南地圖。指南地圖中包含了諏訪市、岡山市、富士見町、下諏訪町中22個取景地的風景照片和地址。這份指南地圖不僅在長野縣的電影院進行分發，同時還在諏訪圈電影委員會的官方網站上提供下載。[27][29]

- 諏訪圈電影委員會於2023年6月9日在岡谷市商業街“童畫館路”的交流大廳內再現了《怪物》電影中“廢棄火車車廂”的部分場景。這裡展出了120件導演及演員的戲外花絮和道具，而在電影上映的一個月內，約有500名外國人前來參觀。[70][71]

- 2023年12月17日，前美國總統奧巴馬按照慣例公佈了每年度的他最喜愛的電影。而在“2023年奧巴馬最喜愛的電影”中除了包括由他和他妻子米歇爾·奧巴馬擔任執行製片的《魯斯汀》、《斷訊》和《美國交響樂（英语：American Symphony (film)）》外，也包括《怪物》。[72]